# Sprekelia formosissima
El lirio azteca (Sprekelia formosissima) es una hierba perenne de la familia Amaryllidaceae. Crece hasta 60 cm de alto a partir de un bulbo carnoso del cual salen 2 a 6 hojas dispuestas en roseta, muy alargadas. Su flor crece desde una base cilíndrica. Es roja y muy grande y vistosa, de hasta 12.5 cm de ancho. Crece desde Chihuahua a Chiapas entre los 1300 y 2800 metros de altitud. Habita en lugares rocosos en pastizales, matorrales encinares y bosques mixtos. Se cultiva en varios lugares y se vende como Amaryllis formosissima.

## Nombres comunes
- amacayo de México, azcalxochitl, encomienda de Santiago, flor de Santiago.[3]